# Rhabdorites
Rhabdorites es un género de foraminífero bentónico de estatus incierto, aunque considerado perteneciente a la familia Soritidae, de la superfamilia Soritoidea, del suborden Miliolina y del orden Miliolida. Su especie tipo es Rhapydionina malatyaensis. Su rango cronoestratigráfico abarca el Paleoceno.

## Clasificación
Rhabdorites incluye a la siguiente especie:
- Rhabdorites malatyaensis †